# Ziabki (stacja kolejowa)
Ziabki (biał. Зябкі, ros. Зябки) – stacja kolejowa w miejscowości Ziabki, w rejonie głębockim, w obwodzie witebskim, na Białorusi. Położona jest na linii Połock - Mołodeczno.
Stacja powstała przed I wojną światową. 22 sierpnia 1919, podczas wojny polsko-bolszewickiej, na stacji miały miejsce walki wojsk polskich z siłami sowieckimi.